# 2336 Xinjiang
2336 Xinjiang је астероид главног астероидног појаса са средњом удаљеношћу од Сунца која износи 3,188 астрономских јединица (АЈ).
Апсолутна магнитуда астероида је 11,4.